# Ostrova
Ostrova är en by (estniska: küla) i Setomaa kommun i landskapet Võrumaa i sydöstra Estland. Byn ligger vid bäcken Savioja, cirka fyra kilometer från gränsen mot Ryssland.
Innan kommunreformen 2017 hörde byn till dåvarande Meremäe kommun.
I kyrkligt hänseende hör byn till Vastseliina församling inom den Estniska evangelisk-lutherska kyrkan.
Den årliga Ostrovafestivalen äger rum i byn under sommaren.